# 旗本退屈男 (1958年の映画)
『旗本退屈男』（はたもとたいくつおとこ）は、1958年（昭和33年）8月12日公開の日本映画である。東映製作・配給。監督は松田定次、主演は市川右太衛門。カラー、東映スコープ、108分。
佐々木味津三原作の同名小説を市川右太衛門主演で映画化した『旗本退屈男』シリーズの第23作。右太衛門の映画出演300本記念映画として製作され、オールスターキャストで話題を呼んだ。

## スタッフ
- 監督：松田定次
- 製作：大川博
- 企画：坪井與、辻野公晴、坂巻辰男、玉木潤一郎
- 脚本：比佐芳武
- 原作：佐々木味津三
- 撮影：川崎新太郎
- 照明：中山治雄
- 録音：東城絹児郎
- 美術：川島泰三
- 編集：宮本信太郎
- 音楽：深井史郎
- 進行主任：池田利次
- 現像：東洋現像所
- 装置：加藤貞雄
- 背景：木下清輝
- 装飾：中岡清
- 記録：田中美佐江
- 衣裳：三上剛
- 美粧：林政信
- 結髪：桜井文子
- スチール：熊田陽光
- 擬斗：足立伶二郎
- 助監督：秋元隆夫
- 撮影助手/計測：古谷伸
- 照明助手：井上孝二
- 録音助手：安田俊一
- 美術助手：富田治郎
- 編集助手：細谷修三
- 色彩助手：川上晃
- 演技事務：谷口定夫
- 進行：天尾完次
- 色彩考証：和田三造
- 和楽：望月太明吉
- 舞踊振付：花柳幾久英
- 箏曲：古川太郎
- 衣裳考証：甲斐荘楠音

## キャスト
- 早乙女主水之介：市川右太衛門

- あげ羽の蝶次：中村錦之助 (萬屋錦之介)
- 美濃部新兵ヱ：大川橋蔵
- 百地三之丞：東千代之介

- 秋篠平八：里見浩太朗
- 桜内数馬：北大路欣也
- 江藤小次郎：南郷京之助
- 横田平助：尾上鯉之助

- 楓：丘さとみ
- 菊路：桜町弘子
- 八島：浦里はるみ
- 鶴千代：植木千恵
- 百合江：花園ひろみ
- お妙：大川恵子

- 伊達兵庫：進藤英太郎
- 原口刑部：山形勲
- 奥山大学：原健策
- 剣持新七郎：加賀邦男
- 榊原監物：薄田研二
- 柴原久馬：片岡栄二郎
- 横這いの円太：横山エンタツ
- おとわ：松浦築枝
- おきよ：八汐路佳子
- 梅ヶ枝：松風利栄子
- のっそり弥八：杉狂児
- 浜島玄蕃：徳大寺伸
- 茂庭周防：高松錦之助
- 一念堂一徹：伊東亮英
- 宇田藤内：上代悠司
- おまつ：赤木春恵
- 市助：団徳麿
- 伝右ヱ門：有馬宏治
- 庄作：水野浩
- 岩根平左ヱ門：明石潮
- 戸梶三平：楠本健二
- 熊田源五兵ヱ：月形哲之介
- 渡辺金兵ヱ：中村時之介
- 仁助：尾上華丈
- 赤田徳之助：浅野光男
- 三雲三十郎：遠山恭二
- 清吉：丘郁夫
- 荒木和助：近江雄二郎

- おたき：長谷川裕見子
- 浅岡：花柳小菊
- 浪乃：千原しのぶ

- 甲賀三郎兵ヱ：大友柳太朗

- 松崎文之進：大河内傳次郎
- 角倉十太夫：月形龍之介

- 伊達忠宗：片岡千恵蔵

## ネット配信
- 東映時代劇YouTube：2023年3月31日16:00（JST） - 同年4月8日23:59（JST）